# About a Boy (serie televisiva)
About a Boy è una serie televisiva statunitense sviluppata da Jason Katims per conto di NBC, trasmessa dal 22 febbraio 2014. La serie si basa sull'omonimo romanzo di Nick Hornby, scritto nel 1998.

## Trama
Will Freeman è uno scapolo cantautore di successo, fiero della sua vita spensierata e senza problemi. Il suo mondo perfetto viene sconvolto quando Fiona, una mamma single, insieme a suo figlio undicenne Marcus si trasferiscono nella casa a fianco. Will e Marcus instaureranno un rapporto davvero speciale arrivando a stipulare uno strano accordo.

## Personaggi e interpreti

### Principali
- Will Freeman, interpretato da David Walton
- Fiona Brewer, interpretata da Minnie Driver
- Marcus Brewer, interpretato da Benjamin Stockham
- Andy, interpretato da Al Madrigal

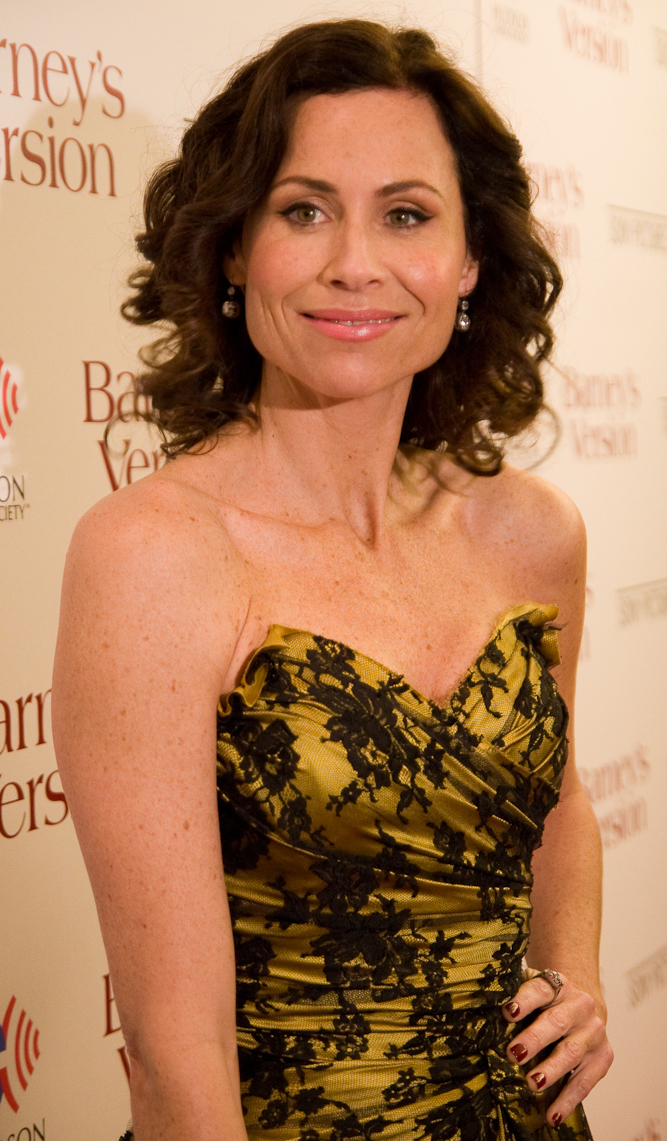
Minnie Driver interpreta Fiona Brewer

### Ricorrenti
- Laurie, interpretata da Annie Mumolo
- Dakota, interpretata da Leslie Bibb
- Dr. Samantha Lake, interpretata da Adrianne Palicki

## Episodi
| Stagione         | Episodi | Prima TV originale | Prima TV Italia |
| ---------------- | ------- | ------------------ | --------------- |
| Prima stagione   | 13      | 2014               | inedita         |
| Seconda stagione | 20      | 2014-2015          | inedita         |

## Produzione
Il primo tentativo di una trasposizione televisiva del romanzo di Nick Hornby risale al 2003. Fox commissionò una presentazione di una dozzina di minuti, la quale vedeva come protagonisti Patrick Dempsey (Will) e Max Kirsch (Marcus), presentazione che non convinse appieno comportando così l'accantonamento del progetto. Nel settembre 2012, il progetto venne presentato alla NBC, che commissionò ufficialmente il pilot il 14 gennaio 2013.
Il 9 maggio 2013, durante gli upfronts, il network ordinò ufficialmente la serie per il midseason.
È stata cancellata al termine della seconda stagione.